# Канали
Канали (на албански: Mal i Kanalit; на гръцки: Κεραύνια όρη, Керавния ори; на латински: Cerauni montes) е продълговат и висок планински хребет в югозападната част на Албания, покрай йонийското крайбрежие. Под Каналите се намира част от албанското крайбрежие, по-известно като албанска Ривиера. 
Планинският гребен започва над Саранда и е с дължина над 100 километра, следвайки северозападна посока към Орикум, Карабурун и остров Сазани. Два от върховете му се издигат на надморска височина над 2000 m – Чика/Чука (2045 m) и Кьореш (2018 m).
В Канали се намира национален парк Логара. Част от планините на юг от Логара са известни като мълниеносни.
През Каналите минава крайбрежния криволичещ път, свързващ Саранда, Химара, Дърми и други крайбрежни градове по албанската ривиера. От двата най-високи върха се открива уникална панорама към йонийското крайбрежие с всички островчета около Корфу. При изключително ясно и слънчево време, но с оптически прибори, се вижда през отрантския проток и адриатическото крайбрежие на Апулия.
Този район е известен още в античността със залежите си от мед с изключително качество. Споменава се често от античните автори като Птолемей, Страбон и Павзаний, които и го описват. През средновековието района е в границите на Българските царства.